# 李勖
李勖（？—270年），表字與籍貫不詳，三國時期孫吳官員，在孫皓時官至少府。
建衡元年（269年，晉泰始五年），孫皓令李勖以監軍使者身份，與徐存率軍從建安海路出發，預期與由監軍虞汜、威南將軍薛珝、蒼梧太守陶璜率領的軍隊在合浦（郡治今廣西省合浦縣東北）會合後，共同剿滅交阯叛軍。但李勖部因道路受阻無法進軍，最後他處死了作為嚮導的馮斐後，於次年率軍返回。
此前，孫皓的寵臣何定曾向李勖提親，希望李勖可以將女兒嫁給自己的兒子，結果被李勖拒絕，何定一直懷恨在心。因此便趁此機會，以錯殺馮斐，擅自撤軍為由向孫皓檢舉李勖。於是，李勖全家被處死，他本人的屍體也被焚毀。在李勖死後，陸抗曾上表痛惋，稱李勖與樓玄、王蕃“皆當世秀穎，一時顯器”，如今“悔亦靡及”。